# Емілія Джингарова
Емілія Дімітрова Джингарова (болг. Емилия Димитрова Джингарова; нар. 6 жовтня 1978) – болгарська шахістка, гросмейстер серед жінок від 2003 року.

## Шахова кар'єра
У першій половині 1990-х років багато разів представляла Болгарію на чемпіонатах світу та Європи серед дівчат у різних вікових категоріях (найкращий результат: 5-те місце на ЧЄ до 18 років, Рімавска Собота 1996). Між 2000 і 2008 роками чотири рази брала участь у шахових олімпіадах, а у 2003 і 2005 роках – у командних чемпіонатах Європи, на якому 2005 року здобула срібну медаль в особистому заліку на 3-й шахівниці. Неодноразово брала участь у фіналі індивідуального чемпіонату країни, чотири рази вигравши срібні (2000, 2003, 2004, 2006), а також бронзову (2002) медалі.
Найвищий рейтинг Ело в кар'єрі мала станом на 1 липня 2010 року, досягнувши 2368 очок займала тоді 98-те місце в світовому рейтинг-листі ФІДЕ, одночасно займаючи 2-ге місце (позаду Антоанети Стефанової) серед болгарських шахісток.

## Особисте життя
Одружена з гросмейстером Александром Делчевим.

## Зміни рейтингу
| На цьому місці має відображатися графік чи діаграма, однак з технічних причин його відображення наразі вимкнено. Будь ласка, не видаляйте код, який викликає це повідомлення. Розробники вже працюють для того, щоби відновити штатне функціонування цього графіка або діаграми. | |
| | На цьому місці має відображатися графік чи діаграма, однак з технічних причин його відображення наразі вимкнено. Будь ласка, не видаляйте код, який викликає це повідомлення. Розробники вже працюють для того, щоби відновити штатне функціонування цього графіка або діаграми. |